# AutoAlliance Thailand
AutoAlliance Thailand (AAT) è una joint venture tra Ford e Mazda che produce automobili nella provincia di Rayong, Thailandia.
Sul modello della joint venture Ford-Mazda AutoAlliance International negli Stati Uniti, AAT costruisce pick-up compatti e SUV principalmente per il mercato del sud-est asiatico, con esportazioni verso Australia e anche altri mercati in via di sviluppo.

## Storia
Anglo-Thai Motors Company, il distributore di Ford (che vendeva i prodotti Ford Europe e Ford Australia), annunciò nel 1960 che avrebbe costruito una fabbrica nel paese, con la Thai Motor Company. La prima automobile prodotta in Thailandia, fu la Ford Cortina che era assemblata localmente utilizzando componenti spediti dal Regno Unito.
Ford ha inglobato Thai Motor nel 1973, chiudendo la fabbrica solo tre anni dopo. L'azienda è tornata nel 1985 con la creazione della New Era Company per produrre auto e camion nel paese.
La costruzione del nuovo impianto AutoAlliance è partita il 28 novembre 1995, con la produzione che è iniziata il 29 maggio 1998. Alla cerimonia di inaugurazione del 1º luglio 1998 han partecipato l'allora primo ministro della Thailandia Chuan Leekpai.

## Ford Thailand Manufacturing (FTM)
Un secondo stabilimento separato per Ford, Ford Thailand Manufacturing (FTM) è stato aperto nel 2012. Situato a 14 km da AAT, il nuovo stabilimento ha una capacità produttiva di 150.000 veicoli all'anno, portando la capacità produttiva annua di Ford Thailand a 445.000 veicoli. Lo stabilimento di 750.000 m² costato 450 milioni di dollari (15 miliardi di THB), funge per l'assemblaggio della carrozzeria, la verniciatura, le finiture e l'assemblaggio finale. Fino all'85% della produzione dell'impianto sarà destinata ai mercati al di fuori della Thailandia. Inizialmente produceva solo autovetture tra cui le Fiesta, Focus ed EcoSport. Lo stabilimento ha iniziato a produrre il Ranger nel 2016, e ha terminato la produzione di autovetture nel 2018. Nel dicembre 2021, Ford ha annunciato di aver investito 900 milioni di dollari per modernizzare gli stabilimenti Ford Thailand Manufacturing e AutoAlliance Thailand.

## Prodotti

### Auto in produzione

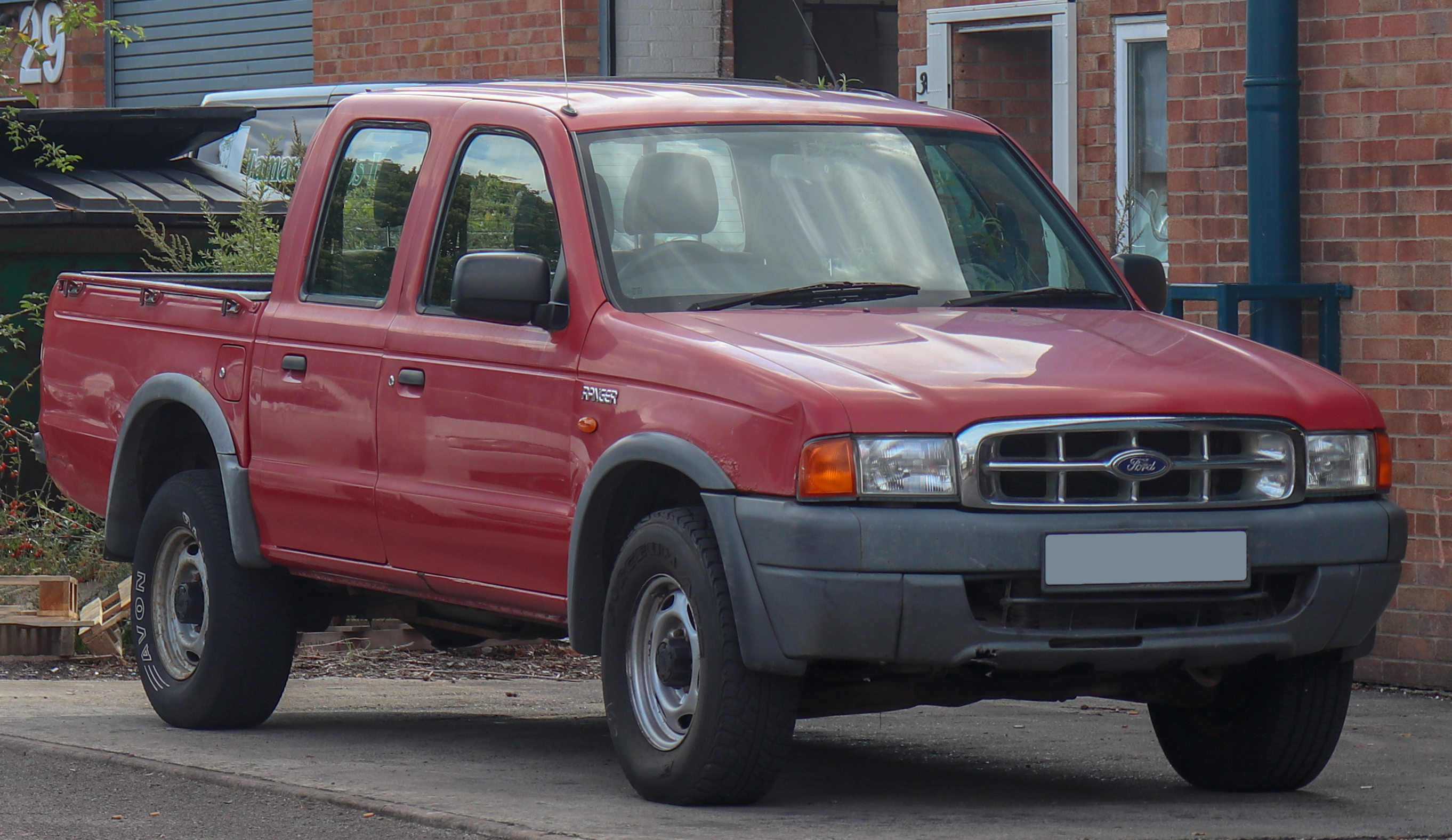
Ford Ranger 1998

#### AutoAlliance Tailandia
- Ford Ranger
- Ford Everest
- Mazda 2
- Mazda 3
- Mazda CX-3
- Mazda CX-30

#### Produzione Ford Tailandia
- Ford Ranger

### Auto fuori produzione

#### AutoAlliance Tailandia
- Mazda serie B (1998–2006)
- Ford Laser (2000-2002)
- Mazda 323 Protégé (2000–2002)
- Ford Fiesta (2010–2012)
- Mazda BT-50 (2006-2020)
- Ford Focus (2012–2018)

#### Produzione Ford Tailandia
- Ford Fiesta (2012–2018)
- Ford EcoSport (2014–2018)
- Ford Focus (2005-2012)